# افرای سیاه
افرای سیاه (نام علمی: Acer nigrum) نام یک گونه از سرده افرا است.